# Ghiacciaio Houston
Il ghiacciaio Houston (in inglese Houston Glacier) è un piccolo ghiacciaio lungo circa 13 km situato sulla costa di Black, nella parte orientale della Terra di Palmer, in Antartide. Il ghiacciaio, il cui punto più alto si trova a circa 925 m s.l.m., fluisce verso nord dalla base della penisola Eielson fino ad entrare nell'insenatura di Smith, andando così ad alimentare la piattaforma glaciale Larsen D.

## Storia
Il ghiacciaio Houston è stato mappato nel 1974 dallo United States Geological Survey sulla base di ricognizioni effettuate dalla marina militare statunitense tra la fine degli anni 1960 e l'inizio degli anni 1970, ed e così battezzato dal Comitato consultivo dei nomi antartici in onore di Robert B. Houston, della marina militare statunitense, tecnico radio presso la stazione Palmer nel 1973.